# Lorenzo di Novara
San Lorenzo di Novara (fl. IV-V secolo) fu un presbitero, venerato come santo e martire dalla Chiesa cattolica.
Nella diocesi di Novara è ricordato come terzo vescovo diocesano.

## Biografia
Sulla figura di san Lorenzo di Novara esistono due versioni biografiche differenti: l'una lo vuole precedente anche a san Gaudenzio come santo martire e protovescovo della diocesi, mentre l'altra lo vuole come terzo vescovo di Novara. La prima tesi, in particolare per alcuni riferimenti biografici relativi all'epoca di Flavio Claudio Giuliano ed alle particolari condizioni del suo martirio, è risultata essere la più accreditata, sebbene anche nel santorale diocesano sia qualificato come terzo vescovo della diocesi.
I dittici presenti nella chiesa di san Gaudenzio gli attribuiscono la qualifica di vescovo della diocesi, mentre nel caso di quelli della cattedrale tale titolo non è presente e si ha ragione di credere che tale tradizione venne introdotta al tempo del vescovo Pietro III di Novara (993-1032), il quale fu il principale biografo della vita di Lorenzo di Novara.
La Passio S. Laurentii scritta da Pietro III riferisce che Lorenzo era un sacerdote della diocesi di Novara e che venne prescelto da sant'Agabio a succedergli sulla cattedra episcopale. Uomo mite, si dedicava spesso alla catechesi che stava insegnando ad un gruppo di fanciulli anche quando venne colpito a morte da un gruppo di sacerdoti neopagani.
Al momento della sua morte, venne quasi dimenticato, e dopo la deposizione dell'Imperatore venne costruita in suo onore una chiesa nel luogo del suo martirio. Tale chiesa (che si trovava nei pressi dell'attuale stazione ferroviaria) venne demolita nel 1552 assieme al monastero benedettino sviluppatosi al fianco della struttura, ove era conservato anche il sepolcro del santo, indicato col termine latino di puteus che dal XVI secolo venne erroneamente identificato col termine di "pozzo" ove la tradizione vuole sia stato gettato il corpo di san Lorenzo dopo il suo martirio.
Della sua attività pastorale, la tradizione ci ha mandato tre omelie certamente spurie che sono state raccolte sempre da Pietro III: De Poenitentia, De Elemosyna, De Muliere. Questi scritti più recentemente sono stati attribuiti ad un vescovo Lorenzo di Novae.

## Culto
Il Martirologio Romano ricorda san Lorenzo il 30 aprile con queste parole:
( Martirologio Romano. Riformato a norma dei decreti del Concilio ecumenico Vaticano II e promulgato da papa Giovanni Paolo II (PDF), Città del Vaticano, Libreria editrice vaticana, 2004,  p. 363.)